# كليات الجامعة الأردنية
هذه قائمة بالكليات داخل الجامعة الأردنية.

شعار الجامعة الأردنية.

الجامعة الأردنية غالبًا ما يتم اختصارها بـ UJ، وهي جامعة حكومية تقع في عمّان، الأردن. تأسست عام 1962، وهي أكبر وأقدم مؤسسة للتعليم العالي في الأردن. تمتلك الجامعة أعلى معدلات القبول في البلاد وتعتبر الجامعة الأولى في الأردن وواحدة من أعرق الجامعات في العالم العربي والشرق الأوسط. لدى الجامعة حاليًا حوالي 1600 من أعضاء هيئة التدريس وأكثر من 50,000 طالب مسجل.
تضم الجامعة 25 كلية، حيث يضم الفرع الرئيسي «عمان» عشرين كلية، وهي عشر كليات إنسانية، وخمس كليات طبية، وأربع كليات علمية، وكلية الدراسات العليا. أما فرع العقبة فيتكون من خمس كليات. عدد المعاهد والمراكز في الجامعة هو 19، وعدد برامج الكلية لمستوى البكالوريوس 94، وعدد برامج الكلية لمستوى الدراسات العليا هو 111 لدرجة الماجستير، و38 لبرنامج درجة الدكتوراه. تجاوز عدد الخريجين 200,000.

## الإدارة
أعلى منصب في الجامعة هو الرئيس وأعلى منصب لمجموعات الكلية هو نائب رئيس الجامعة لهذه الكليات، فيوجد نائب الرئيس للكليات الإنسانية، ونائب الرئيس للكليات الطبية، ونائب الرئيس للكليات العلمية. يوجد لكل كلية عميد ولكل عميد نائبان أو مساعدان ولكن قد يصل عدد مساعديه إلى خمسة، مثل: مساعد العميد لشؤون الطلبة، ومساعد العميد لشؤون التطوير والجودة، ومساعد العميد للشؤون الإدارية وخدمة المجتمع، ومساعد العميد لشؤون الاعتماد...
- الرئيس: عبد الكريم القضاة.[8]
- نائب الرئيس للكليات الإنسانية: أحمد المجدوبة.[8]
- نائب الرئيس للكليات العلمية: كفاح الجمعاني.[8]
- نائب الرئيس للشؤون الإدارية: عمر الكفاوين.[8]
- نائب الرئيس التخطيط والتطوير والشؤون المالية: عامر زاهي سلمان.[8]
- نائب الرئيس لشؤون المراكز وخدمة المجتمع / رئيس فرع العقبة: رياض مناصرة.[8]
- عميد شؤون الطلبة: محمد القطاطشة.[8]

## كلية الدراسات العليا
يعود تاريخ إنشاء كلية الدراسات العليا إلى العام الدراسي 1968/1969، بعد ست سنوات من تأسيس الجامعة الأردنية، بدأ التدريس في برنامج ماجستير، عميد كلية الدراسات العليا نزيه البطوش. تقع الكلية على شارع الجامعة، أمام قسم الكيمياء الجديد، أي جنوب استاد الجامعة وشمال وحدة القبول والتسجيل.

## الكليات الإنسانية
| الكلية مع الشعار وعنوانه | العميد        | سنة التأسيس | الإحداثيات                                      | الأقسام | ملاحظات                                                                                                | مرجع   |
| --- | ------------- | ----------- | ----------------------------------------------- | --- | --- | ------ |
| الآثار والسياحة "طموح بلا حدود... التميز غايتنا وهدفنا." | ندى الروابدة  | 2012        | 32°01′09″N 35°52′20″E / 32.019268°N 35.872103°E | ثلاثة أقسام، وهم: قسم الاثار، وقسم الإدارة السياحية، وقسم إدارة المصادر التراثية وصيانتها.                                                                | أحدث كلية في الجامعة.                                                                                  | [ 11 ] |
| الآداب "الأفق الرحيب للإشعاع الفكري والثقافي في المجتمع، وتجديد قيم الأصالة والاستنارة وتخريج المثقف ذي العقلية النقدية المتفتحة والقادرة على التواصل الفعال." | محمد القضاة   | 1962        | 32°01′04″N 35°52′13″E / 32.017831°N 35.870337°E | سبعة أقسام، وهم: قسم اللغة العربية وآدابها، وقسم الفلسفة، وقسم التاريخ، وقسم علم الاجتماع، وقسم الجغرافيا، وقسم علم النفس، وقسم العمل الاجتماعي.          | أول كلية تأسست في الجامعة، وأول كلية جامعية في الأردن بأكمله.                                          | [ 12 ] |
| الأعمال "موطن التميز وطريق النجاح." | فايز حداد     | 1973        | 32°01′05″N 35°52′17″E / 32.018016°N 35.871440°E | سبعة أقسام، وهم: قسم إدارة الأعمال، وقسم المحاسبة، وقسم التمويل، وقسم التسويق، وقسم اقتصاد الأعمال، وقسم نظم المعلومات الإدارية، وقسم الإدارة العامة.     | ثاني أكبر كلية في الجامعة، لها أربعة مباني.                                                            | [ 13 ] |
| علوم الرياضة "كلية علوم الرياضة في الجامعة الاردنية حيث التميز والجودة والبيئة المثلى لصناعة الخريج المتكامل في المجال الرياضي."                               | خالد عطيات    | 1979        | 31°59′06″N 35°54′32″E / 31.985055°N 35.908937°E | ثلاثة أقسام، وهم: قسم الإشراف والتدريس، وقسم الإدارة والتدريب، وقسم الصحة والترويح.                                                                       | يقع مبنى الكلية في مدينة الحسين للشباب خارج حرم الجامعة.                                               | [ 14 ] |
| الحقوق "الحق يعلو ولا يعلى عليه." | أحمد العويدي  | 1976        | 32°01′07″N 35°52′20″E / 32.018568°N 35.872263°E | قسمان، وهما: قسم القانون الخاص وقسم القانون العام. | | [ 15 ] |
| الدراسات الدولية "حيث الأصالة تعانق الحداثة." | مازن العقيلي  | 2008        | 32°01′02″N 35°52′06″E / 32.017296°N 35.868284°E | ثلاثة أقسام، وهم: قسم الدراسات الدولية والدبلوماسية، وقسم الدراسات الدولية، وقسم الدراسات الإقليمية.                                                      | اسمها الكامل "كلية الأمير الحسين بن عبدالله الثاني للدراسات الدولية".                                  | [ 16 ] |
| الشريعة "ادع إلى سبيل ربك بالحكمة والموعظة الحسنة." | عدنان العساف  | 1964        | 32°01′03″N 35°52′21″E / 32.017517°N 35.872406°E | أربعة أقسام، وهم: قسم الفقه وأصوله، وقسم أصول الدين، وقسم المصارف الإسلامية، وقسم دراسات الإسلام في العالم المعاصر.                                       | ثاني أقدم كلية في الجامعة، تأسست في منطقة جبل اللويبدة، وانضمت إلى الحرم الجامعي عام 1971، لها مبنيين. | [ 17 ] |
| العلوم التربوية "كلية بحثية." | صالح الرواضية | 1972        | 32°01′12″N 35°52′16″E / 32.020007°N 35.871163°E | خمسة أقسام، وهم: قسم المناهج والتدريس، وقسم علم النفس التربوي، وقسم الإدارة التربوية والأصول، وقسم الإرشاد والتربية الخاصة، وقسم علم المكتبات والمعلومات. | | [ 18 ] |
| الفنون والتصميم "الفنان الذي يعمل بعقله ويديه وقلبه." | رامي حداد     | 2002        | 32°00′23″N 35°52′37″E / 32.006403°N 35.877056°E | ثلاثة أقسام، وهم: قسم الفنون البصرية، وقسم الفنون الموسيقية، وقسم الفنون المسرحية.                                                                        | | [ 19 ] |
| اللغات الأجنبية "من لا يعرف لغات أجنبية لا يعرف شيئاً عن لغته الأم."                                                                                            | يوسف عوض      | 2008        | 32°01′02″N 35°52′13″E / 32.017109°N 35.870162°E | أربعة أقسام، وهم: قسم اللغة الانجليزية وآدابها، وقسم اللغة الفرنسية وآدابها، وقسم اللغات الأوروبية، وقسم اللغات الآسيوية.                                 | اختصارها "FFL".                                                                                        | [ 20 ] |

## الكليات الصحية
| الكلية مع الشعار وعنوانه                                                                                      | العميد         | سنة التأسيس | الإحداثيات                                      | الأقسام | ملاحظات                                                                     | مرجع   |
| --- | -------------- | ----------- | ----------------------------------------------- | --- | --------------------------------------------------------------------------- | ------ |
| التمريض "التميّز في التعليم الجامعي، التطبيق العملي، البحث العلمي وخدمة المجتمع."                              | فريال الهياجنة | 1972        | 32°00′31″N 35°52′33″E / 32.008694°N 35.875777°E | ثلاثة أقسام، وهم: قسم التمريض السريري، وقسم تمريض الأمومة والطفولة، وقسم تمريض صحة المجتمع. |                                                                             | [ 21 ] |
| الصيدلة "كلية التميز."                                                                                        | رنا أبو الذهب  | 1980        | 32°00′29″N 35°52′34″E / 32.008189°N 35.876249°E | ثلاثة أقسام، وهم: قسم العلوم الصيدلانية، وقسم الصيدلانيات والتقنية الصيدلانية، وقسم الصيدلة الحيوية والسريرية. |                                                                             | [ 22 ] |
| الطب "كلية الطب هي أول كلية طب في الأردن، ونسعى لأن تكون الأكثر تميزا في المنطقة."                            | إسلام مساد     | 1971        | 32°00′32″N 35°52′28″E / 32.008924°N 35.874505°E | اثنا عشر قسمًا، وهم: قسم التشريح وعلم الأنسجة، وقسم الكيمياء الحيوية وعلم وظائف الأعضاء، وقسم علم الأمراض والأحياء الدقيقة والطب الشرعي، وقسم علم الأدوية، وقسم طب الأسرة والمجتمع، وقسم الأمراض الباطنية، وقسم الأشعة، وقسم التخدير والعناية الحثيثة، وقسم طب الأطفال، وقسم النسائية والتوليد، وقسم الجراحة الخاصة، وقسم الجراحة العامة. | أول كلية طبية في الأردن.                                                    | [ 23 ] |
| طب الأسنان "تطوير الرعاية الصحية السنية من خلال تدريب أطباء أسنان متميزين، وإجراء بحوث علمية ذات جودة عالية." | أحمد حمدان     | 1984        | 32°00′28″N 35°52′34″E / 32.007722°N 35.876123°E | أربعة أقسام، وهم: قسم المعالجة التحفظية، وقسم جراحة الوجه والفكين وأمراض الفم واللثة، وقسم طب أسنان الأطفال والتقويم، وقسم الاستعاضات السنية المتحركة. | مكتبة الكلية هي جزء من المكتبة الطبية الموجودة في مركز تنمية القوى البشرية. | [ 24 ] |
| علوم التأهيل "بالإرادة نصنع المستحيل."                                                                        | زياد حوامدة    | 1999        | 32°00′25″N 35°52′33″E / 32.007065°N 35.875935°E | أربعة أقسام، وهم: قسم العلاج الطبيعي، وقسم العلاج الوظيفي، وقسم الأطراف الاصطناعية والأجهزة المساعدة، وقسم علم السمع والنطق. |                                                                             | [ 25 ] |

## الكليات العلمية
| الكلية مع الشعار وعنوانه                                                                                        | العميد        | سنة التأسيس | الإحداثيات                                      | الأقسام | ملاحظات                                                     | مرجع   |
| --- | ------------- | ----------- | ----------------------------------------------- | --- | ----------------------------------------------------------- | ------ |
| الزراعة "هو المكان الذي من خلاله تستطيع أن تحصل على أفضل المعارف والخبرات الزراعية."                            | هاني الصعوب   | 1973        | 32°00′41″N 35°52′24″E / 32.011476°N 35.873228°E | ستة أقسام، وهم: قسم البستنة والمحاصيل، وقسم الأراضي والمياه والبيئة، وقسم التغذية والتصنيع الغذائي، وقسم الإنتاج الحيواني، وقسم الاقتصاد الزراعي وإدارة الأعمال الزراعية، وقسم وقاية النبات.                 |                                                             | [ 26 ] |
| العلوم "المكان الذي يمكنك من خلاله العثور على البيئة العلمية الفضلى، ونأمل لكم أفضل التمنيات في الحرم الجامعي." | فؤاد كتانة    | 1965        | 32°00′48″N 35°52′25″E / 32.013227°N 35.873537°E | خمسة أقسام، وهم: قسم الرياضيات، وقسم الفيزياء، وقسم الكيمياء، وقسم العلوم الحياتية، وقسم الجيولوجيا. | أول كلية علمية.                                             | [ 27 ] |
| الملك عبد الله الثاني لتكنولوجيا المعلومات "المكان الذي يمكنك من خلاله العثور على البيئة المعلوماتية المثلى."   | عمار الحنيطي  | 2000        | 32°00′51″N 35°52′23″E / 32.014079°N 35.872982°E | ثلاثة أقسام، وهم: قسم علم الحاسوب، وقسم أنظمة المعلومات الحاسوبية، وقسم تكنولوجيا معلومات الاعمال. | أحدث كلية علمية، اختصارها "IT" وهو الاسم الشائع بين الطلاب. | [ 28 ] |
| الهندسة "حيث يلتقي التميز والإبداع الهندسي."                                                                    | علي أبو غنيمة | 1975        | 32°00′39″N 35°52′33″E / 32.010771°N 35.875720°E | ثمانية أقسام، وهم: قسم الهندسة المدنية، وقسم هندسة العمارة، وقسم الهندسة الكهربائية، وقسم الهندسة الميكانيكية، وقسم الهندسة الكيميائية، وقسم الهندسة الصناعية، وقسم هندسة الحاسوب، وقسم هندسة الميكاترونيكس. | أكبر كلية في الجامعة.                                       | [ 29 ] |